# Arnedo
Arnedo – miasto w Hiszpanii, we wspólnocie autonomicznej La Rioja. W 2008 liczyło 14 289 mieszkańców.